# Cerkev sv. Miklavža, Brdo pri Ihanu
Cerkev sv. Miklavža na Goropečah je umetnostni spomenik s kratkim tristrano sklenjenim kranjskim prezbiterijem. Cerkev stoji na 403 metrov visokem hribu Goropeče okoli 1 kilometer južno od vasi Brdo.
Cerkev ima kratek tristrano sklenjen kranjski prezbiterij iz konca 14. stoletja. Na križno rebrastem oboku so figuralni sklepniki, na konzolah pa maske in simboli evangelistov. Barokizirana ladja ima raven strop. Na zvoniku iz 1750 je vzidan kamnit kip svetega Miklavža iz srede 15. stoletja. V prezbiteriju so freske iz 3 .tretjine 15. stoletja: na slavoločni steni Pametne in nespametne device (spodaj na peklenskem žrelu najstarejši grafit z letnico 1481), na stenah prizori iz legende svetega Miklavža in apostoli, na oboku Kristus v mandorli med cerkvenimi očeti, simboli evengalistov in angeli. Freske so delo slikarja iz kroga mojstra Bolfgangusa. V cerkvi so še trije zlati oltarji iz 17. stoletja.